# Brasilianita
La brasilianita es un mineral de la clase de los minerales fosfatos. Fue descubierta en 1945 en una mina del municipio de Divino das Laranjeiras, en el estado de Minas Gerais (Brasil), siendo nombrada así por este país. Un sinónimo poco usado es brazilianita —anglicismo—.

## Características químicas
Es un fosfato anhidro de sodio y aluminio, con aniones adicionales de hidroxilo.

## Formación y yacimientos
Se encuentra en rocas pegmatitas de tipo granito con minerales fosfatos, donde se forma por alteración hidrotermal. También en yacimientos sedimentarios metamorfizados.
Suele encontrarse asociado a otros minerales como: moscovita, albita, apatito, turmalina, whitlockita, cuarzo, ambligonita, lazulita, augelita, bertossaíta, siderita o montebrasita.

## Usos
Los ejemplares más puros pueden ser tallados y empleados en joyería como gemas de gran belleza.